# Odorrana gigatympana
Odorrana gigatympana é uma espécie de anfíbio anuro da família Ranidae. Está presente no Vietname. A UICN classificou-a como deficiente de dados.